# Massacre de Todos os Santos
O Massacre de Todos os Santos refere-se a violenta repressão contra os protestos populares pelo regime militar sob Alberto Natusch Busch, que tomou o poder em um golpe de Estado em 1 de novembro (Dia de Todos os Santos) de 1979. Em resposta ao golpe de 1.º de novembro, a confederação sindical Central Obrera Boliviana (COB) lançou uma campanha de protestos em massa, que foram recebidos com violência por parte dos militares.
Na semana seguinte ao golpe, de 5 a 6 de novembro de 1979, Natusch Busch deu ordens para intensificar a repressão. Os soldados sob o coronel Doria Medina foram autorizados a agir indiscriminadamente em La Paz. Veículos de controle de motim foram enviados para várias partes da cidade. Um helicóptero alugado da empresa estadunidense Groves Limited foi usado para abater os manifestantes. No entanto, essas medidas não impediram a continuação dos protestos em massa. Os moradores de La Paz saíram às ruas, atirando pedras contra as forças armadas e construindo barricadas.
Mais de 100 pessoas foram mortas, 204 feridas e 20 'desapareceram' durante a breve existência do regime de Natusch Busch (Dunkerley afirma que mais de 200 foram mortos e 125 'desaparecidos'). A maioria das vítimas foi morta nos dias 5 e 6 de novembro, e quase todas na cidade de La Paz. O número de mortes durante o governo de Natusch Busch, que durou duas semanas, é comparável aos sete anos de governo militar de Hugo Banzer.
Dezesseis dias após o início do golpe, o regime militar caiu por causa dos protestos populares. Os perpetradores dos assassinatos nunca foram levados à justiça.